# 브루나 알레샨드리
브루나 코스타 알레샨드리(포르투갈어: Bruna Costa Alexandre, 1995년 3월 29일~)는 브라질의 탁구 선수이다. 패럴림픽과 올림픽에 모두 참가했으며, 팬아메리칸 게임에서는 비장애인 선수와 경쟁하여 단체전 금메달을 따기도 했다.

## 생애
생후 6개월에 백신 주사를 잘못 맞은 후 발생한 혈전증으로 오른팔을 절단해야 했다. 7살 때부터 오빠의 영향을 받아 탁구를 시작했다.

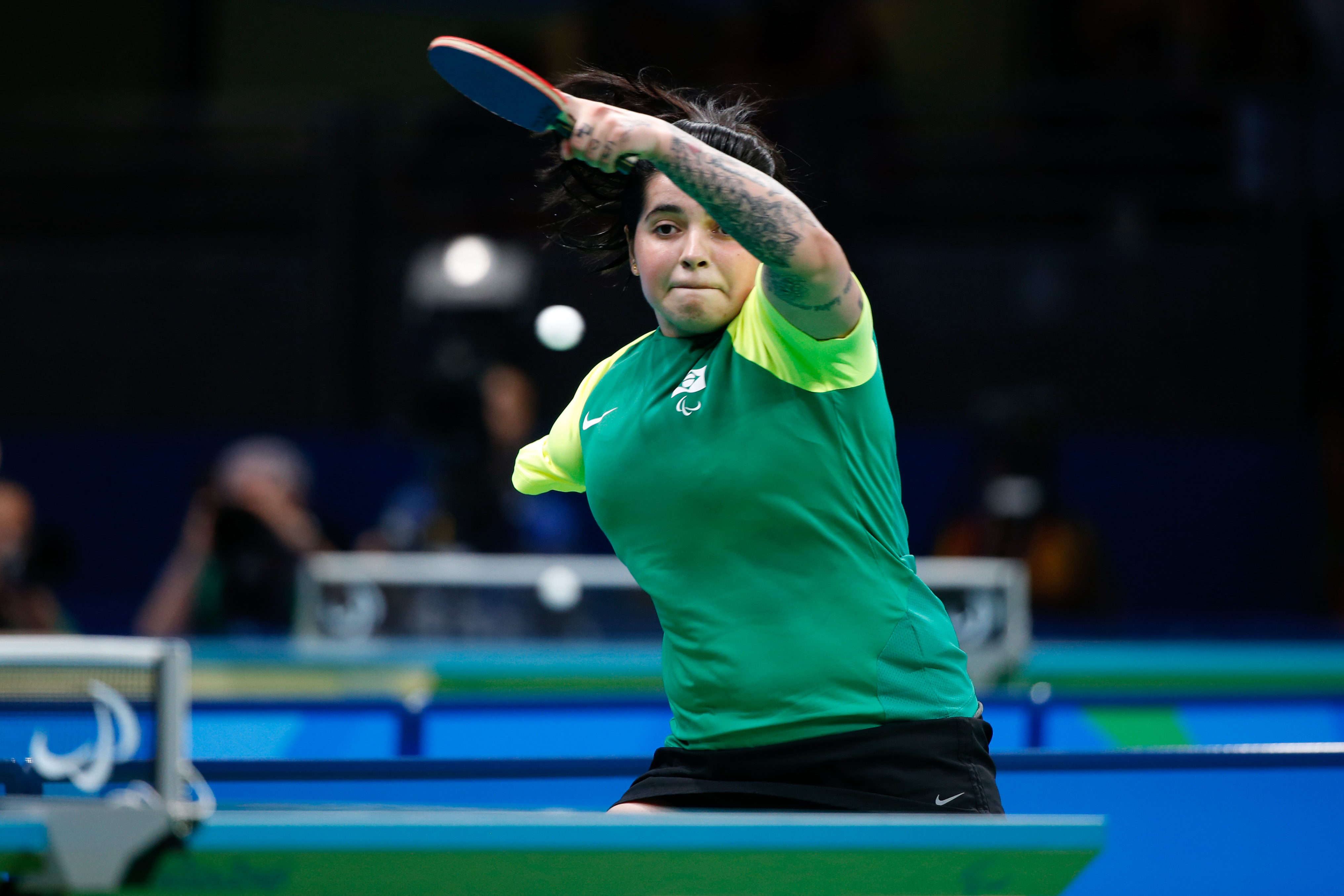
2016년 리우 패럴림픽의 경기 모습

2014년 파라 탁구 세계 선수권 대회에서 단체전과 여자 단식에서 동메달을 획득했다. 리우데자네이루에서 열린 2016년 하계 패럴림픽에서 여자 단식과 단체전에 참가하여 동메달 2개를 획득했다.
비장애인 탁구에도 출전해 브루나 타카하시, 구이 린과 함께 2017년 팬아메리칸 탁구 선수권 대회에서 단체전 금메달을 획득했다.
2017년 파라 탁구 선수권 대회에서는 다니엘리 하우엥, 제니페르 마르케스 파리누스과 함께 단체전 금메달을 획득했다.
2021년 6월, 코로나19 범유행으로 인해 1년 연기된 2020년 도쿄 패럴림픽 탁구에 참가해 단식 은메달을 땄고, 카치아 올리베이라, 다니엘리 하우엥, 조이시 올리베이라와 함께 단체전 동메달을 획득했다. 2022년 스페인 그라나다에서 열린 파라 탁구 선수권 대회에서는 개인 단식에서 동메달, 파울루 사우밍과의 여자 복식에서는 금메달을 획득했다.
2023년 9월, 쿠바 아바나에서 열린 팬아메리칸 탁구 선수권 대회 단체전에 참가했다. 브루나 알레샨드리와 라우라 와타나베, 지울리아 타카하시, 브루나 타카하시로 구성된 브라질 팀은 은메달과 함께 2024년 파리 올림픽 출전권을 획득했다.
그녀는 칠레 산티아고에서 열리는 2023년 팬아메리칸 게임에 소집되어 팬아메리칸 게임과 2023 파라팬아메리칸 게임에 모두 출전한 최초의 브라질 선수가 되었다. 2023년 11월에 열린 팬아메칸 게임 탁구 여자 단체전에서는 지울리아, 브루나 타카하시와 함께 동메달을 획득했다.
2024년 8월, 프랑스 파리에서 열린 2024년 하계 올림픽에 출전해 패럴림픽과 올림픽에 모두 출전찬 최초의 브라질 선수가 되었다. 탁구 여자 단체 첫 경기인 16강에서 대한민국 대표팀과 경기를 가졌다. 1경기 복식에서 알레샨드리는 지울리아 타카하시와 짝을 이뤄 신유빈, 전지희 조와 만나 0:3으로 패했다. 4경기 단식에서는 이은혜와 만나 0:3으로 패해 첫 올림픽 참가를 마무리했다.

## 같이 보기
- 패럴림픽과 올림픽에 모두 참가한 선수 목록